# Shieldaig
Shieldaig (Gälisch: Sìldeag) ist ein Dorf auf der Applecross-Halbinsel in Wester Ross in Ross-shire an der Westküste Schottlands.
Der Ort am Südufer von Loch Torridon wurde 1800 gegründet, um Seeleute für den Krieg gegen Napoleon Bonaparte zu trainieren, doch nach seiner (ersten) Niederlage und seinem Exil auf Elba ergab sich eine neue Rolle als Fischerdorf; deshalb wurde die kleine Insel direkt vor der Küste niemals abgeholzt, um Kriegsschiffe aufzutakeln und ist heute ein Naturschutzgebiet. Der Name des Dorfes beruht auf einem Wikingerwort mit der Bedeutung "Heringsloch" – Heringe leben bis heute in der Bucht.
Shieldaig ist eine Gemeinschaft von etwa 100 Menschen und hat eine eigene Schule, einen kleinen Pub, einen Gemeindesaal, der auch als Kapelle dient, und eine Kirche. Es ist eine beliebte Feriendestination und zieht neben jenen, die Interesse an der Meeresfischerei haben, auch die Besucher der Torridon Hills an, die einige Kilometer entfernt liegen. Shieldaig hält am ersten Augustwochenende auch ein Gemeindefest ab. Erreichbar ist der Ort über die A896 von Kinlochewe und Strathcarron, per Rufbus besteht eine Nahverkehrsverbindung zum Bahnhof Strathcarron an der Kyle of Lochalsh Line.
Seit dem 23. Juni 2012 wird in Shieldaig und der angrenzenden Region jährlich der Celtman Xtreme Triathlon ausgetragen.